# Sòsia Gal·la
Sòsia Gal·la (en llatí Sosia Galla) va ser una dama romana dels segles I aC i I.
Era la dona de Gai Sili (Caius Silius), governador de la Germania Superior, i implicada junt amb aquest en un càrrec de traïció l'any 24. El pretext per la detenció i acusació de Sòsia va ser que durant el govern del seu marit havia venut la influència que tenia amb Sili per obtenir exempcions pels provincials, però el motiu real era l'amistat amb Agripina, la vídua de Germànic. El seu marit, col·laborador directe de Germànic, es va suïcidar quan Germànic va morir. Sòsia va ser trobada culpable i desterrada.